# Kylchap

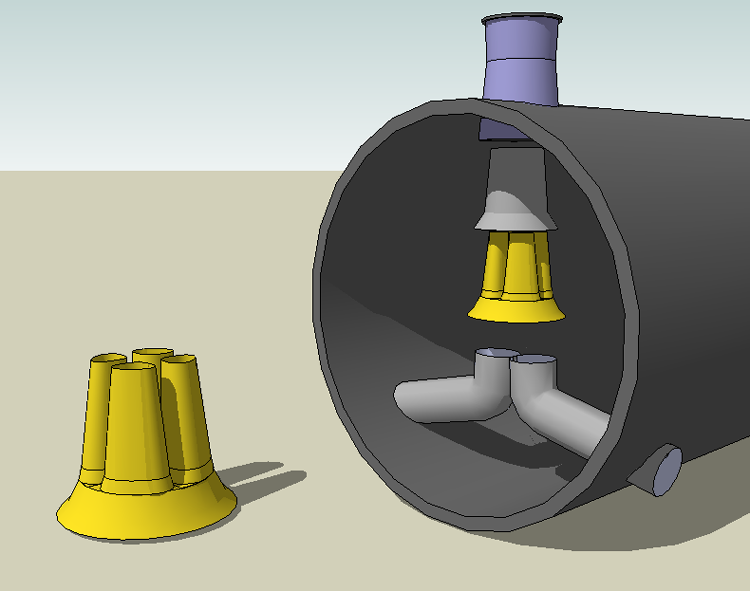
Schema dello scappamento Kylälä

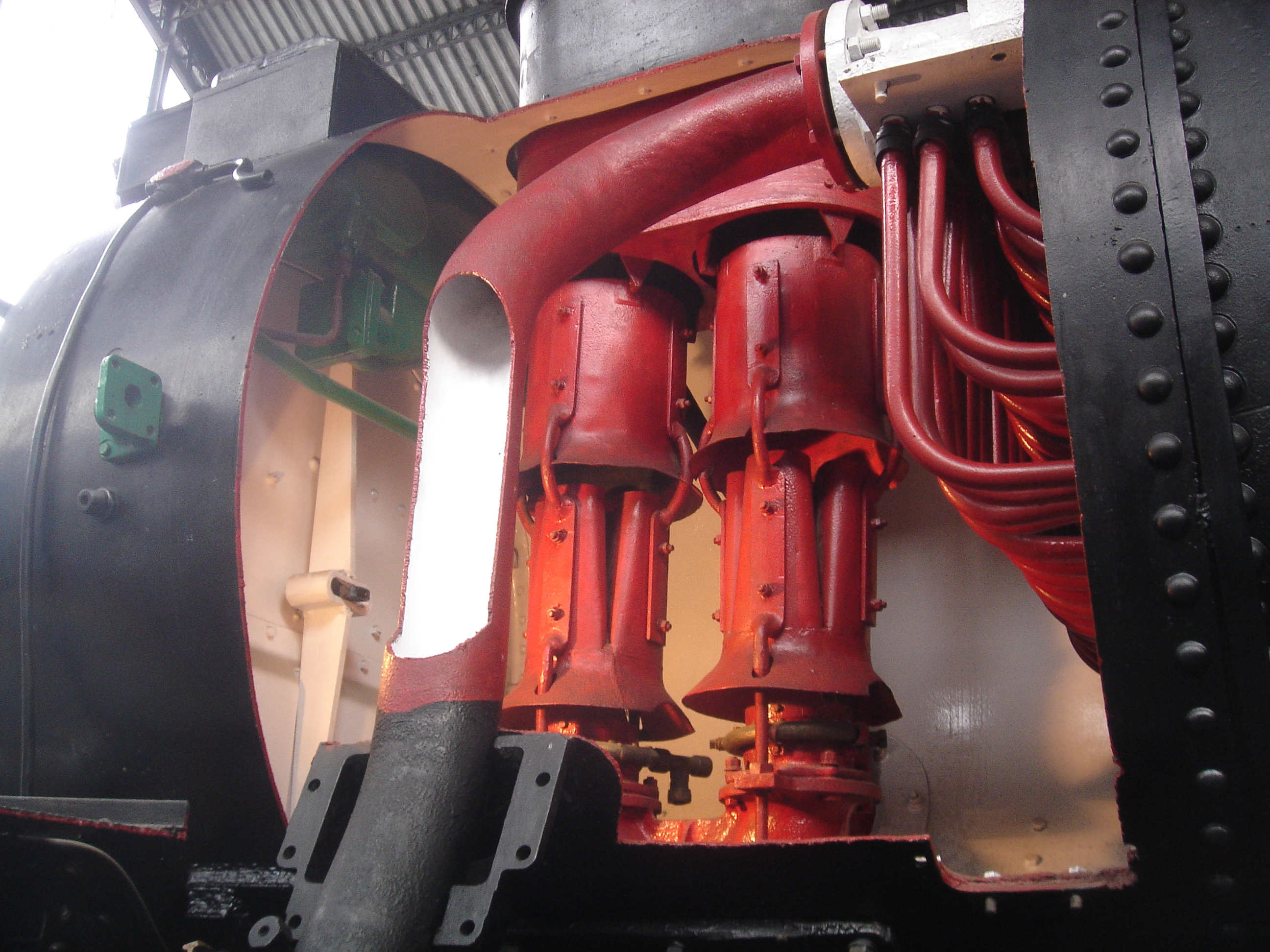
Spaccato di locomotiva con evidenziazione del doppio scappamento Kylchap

Kylchap è un dispositivo evoluto di scappamento delle locomotive a vapore, il cui nome deriva dalla fusione dei nomi dei suoi due inventori: l'ingegnere finlandese Kyösti Kylälä e l'ingegnere francese André Chapelon. La configurazione a doppio camino è la più conosciuta e si distingue anche visivamente da quelle tradizionali.
Il sistema Kylchap venne implementato allo scopo di ottimizzare i condotti di collegamento ed emissione all'atmosfera del vapore esausto delle locomotive dopo aver fornito il lavoro utile nel blocco motore; venne realizzato a più stadi di aspirazione dimostrando nell'uso un'efficienza maggiore a tutti gli altri sistemi precedenti. La configurazione di Kylälä comportava 4 collettori convergenti e a questi venne aggiunto un ulteriore stadio superiore, brevettato da Chapelon, che raccoglieva il vapore dei collettori convergenti in esso e i fumi di scarico della combustione creando l'opportuno ed efficiente tiraggio.
Il camino Kylchap venne adottato su numerose locomotive francesi e britanniche, tra cui le LNER Peppercorn, Flying Scotsman e Mallard. Anche le locomotive ceche della ČSD dei gruppi 387.0, 475.1, 477.0, 486.0, 498.0, 498.1 e 556.0 adottarono tale camino. Su alcune locomotive Chapelon sperimentò anche una versione a tre camini.